# Yuichi Mizutani
Yuichi Mizutani (水谷 雄一 Mizutani Yuichi?, nacido el 26 de mayo de 1980 en Tokio) es un exfutbolista japonés. Jugaba de guardameta y su último club fue el Kataller Toyama de Japón.

## Trayectoria

### Clubes
| Club            | País  | Año         |
| --------------- | ----- | ----------- |
| Shonan Bellmare | Japón | 1999 - 2000 |
| Avispa Fukuoka  | Japón | 2001 - 2006 |
| Cerezo Osaka    | Japón | 2002        |
| Kashiwa Reysol  | Japón | 2007        |
| Kyoto Sanga FC  | Japón | 2008 - 2012 |
| Avispa Fukuoka  | Japón | 2013        |
| Kataller Toyama | Japón | 2014        |

## Estadística de carrera

### J. League
| Club               | Año   | J. League | J. League | Copa J. League | Copa J. League | Total | Total |
| Club               | Año   | Part.     | Goles     | Part.          | Goles          | Part. | Goles |
| ------------------ | ----- | --------- | --------- | -------------- | -------------- | ----- | ----- |
| Bellmare Hiratsuka | 1999  | 3         | 0         | 0              | 0              | 3     | 0     |
| Shonan Bellmare    | 2000  | 19        | 0         | 2              | 0              | 21    | 0     |
| Avispa Fukuoka     | 2001  | 0         | 0         | 0              | 0              | 0     | 0     |
| Cerezo Osaka       | 2002  | 0         | 0         | -              | -              | 0     | 0     |
| Avispa Fukuoka     | 2003  | 24        | 0         | -              | -              | 24    | 0     |
| Avispa Fukuoka     | 2004  | 43        | 0         | -              | -              | 43    | 0     |
| Avispa Fukuoka     | 2005  | 44        | 0         | -              | -              | 44    | 0     |
| Avispa Fukuoka     | 2006  | 33        | 0         | 0              | 0              | 33    | 0     |
| Kashiwa Reysol     | 2007  | 1         | 0         | 1              | 0              | 2     | 0     |
| Kyoto Sanga FC     | 2008  | 26        | 0         | 3              | 0              | 29    | 0     |
| Kyoto Sanga FC     | 2009  | 34        | 0         | 6              | 0              | 40    | 0     |
| Kyoto Sanga FC     | 2010  | 17        | 0         | 1              | 0              | 18    | 0     |
| Kyoto Sanga FC     | 2011  | 38        | 0         | -              | -              | 38    | 0     |
| Kyoto Sanga FC     | 2012  | 42        | 0         | -              | -              | 42    | 0     |
| Avispa Fukuoka     | 2013  | 13        | 0         | -              | -              | 13    | 0     |
| Kataller Toyama    | 2014  | 12        | 0         | -              | -              | 12    | 0     |
| Total              | Total | 349       | 0         | 13             | 0              | 362   | 0     |